# TaskJuggler
TaskJuggler es una moderna y poderosa herramienta de administración de proyecto. Su enfoque al planeamiento y seguimiento la hacen una herramienta superior a los editores clásicos de Gantt.
TaskJuggler es una herramienta de código abierto para administradores de proyectos serios. Cubre un amplio espectro de la administración de tareas desde la primera idea hasta la culminación del proyecto.
TaskJuggler provee un optimizador de programación de tareas que calcula la línea de tiempo de tu proyecto basado en las asignaciones de los recursos disponible tomando en cuenta las restricciones especificadas. Si estás construyendo un rascacielos o solo quieres planear con un colega lo que viene para el siguiente mes, TaskJuggler es la herramienta correcta para ti. Sin embargo si solo buscas un bonito gráfica de Gantt para impresionar a tu jefe o a los inversionistas,definitivamente TaskJuggler no es la herramienta idónea para.
La curva de aprendizaje de la sintaxis para el correcto uso de taskjuggler es bastante pronunciada, pero vale la pena por la flexibilidad que ofrece el planeador que trae incluido.

## Características y aspectos que destacan
- Administración de tareas, recursos y costos en un solo paquete.

- Nivelación automática de recursos, resolución de conflicto entre tareas y filtrado de las mismas.
- Vistas flexibles y reportes donde se puede encontrar la información necesaria para el análisis del planeamiento.
- Plantillas de proyectos y la capacidad de realizar las propias.
- Interfaz gráfica amigable para la edición del fuente del proyecto.
- Reportes de estatus y seguimiento del proyecto.
- Número de escenarios ilimitados para el mismo proyecto permitiendo un análisis desde diversos puntos de vista.
- Capacidad para exportar los reporte en archivos separados por comas.
- Manejo flexible de horas de trabajo y vacaciones.
- Administración y cambio de costos durante el proyecto.
- Soporte para MACROS

Se debe destacar que TaskJuggler no es un editor de gráficas gantt ni mucho menos un editor convencional de tareas, es más bien parecido a un lenguaje de programación el cual se utiliza para describir el proyecto, sus recursos y avances. Ciertamente no es parecido a ninguna otra herramienta de gestión en cuanto a su uso, y es precisamente por este detalle que TaskJuggler es más un lenguaje de descripción de proyecto que su curva de aprendizaje es bastante pronunciada.
La flexibilidad para el análisis de proyecciones, avances y riesgos es dado precisamente por la facilidad de la manipulación de los objetos que describen el proyecto, tal vez sea laborioso describirlo inicialmente pero el tracking y reporte a detalle es relativamente fácil.
TaskJuggler ocupará archivos de texto planos para describir el proyecto, y al ser un lenguaje de descripción el proyecto se puede subdividir cual programa en submodulos y cargarlos en tiempo de ejecución.
- Datos: Q1758881
- Multimedia: TaskJuggler / Q1758881